# Kistarcsa
Kistarcsa is een plaats (város) en gemeente in het Hongaarse comitaat Pest. Kistarcsa telt 9798 inwoners (2005).
Tijdens de Duitse bezetting van Hongarije in 1944 functioneerde hier een doorgangskamp voor joden in een complex, dat in de jaren '30 was opgetrokken om tegenstanders van de regering-Horthy op te sluiten.
Vanuit kamp KISTARCSA vertrok in 1944 een aantal treinen naar Auschwitz.